# Roman Wick
Roman Wick (* 30. Dezember 1985 in Zuzwil) ist ein ehemaliger Schweizer Eishockeyspieler, der im Verlauf seiner aktiven Karriere zwischen 2000 und 2021 unter anderem annähernd 750 Spiele für die Kloten Flyers und ZSC Lions in der Schweizer National League (A) auf der Position des rechten Flügelstürmers bestritten hat. Darüber hinaus absolvierte Wick sieben Partien für die Ottawa Senators in der National Hockey League (NHL). Mit der Schweizer Eishockeynationalmannschaft nahm er an zwei Olympischen Winterspielen und drei Weltmeisterschaften teil. Sein Vater Marcel Wick war ebenfalls professioneller Eishockeyspieler.

## Karriere

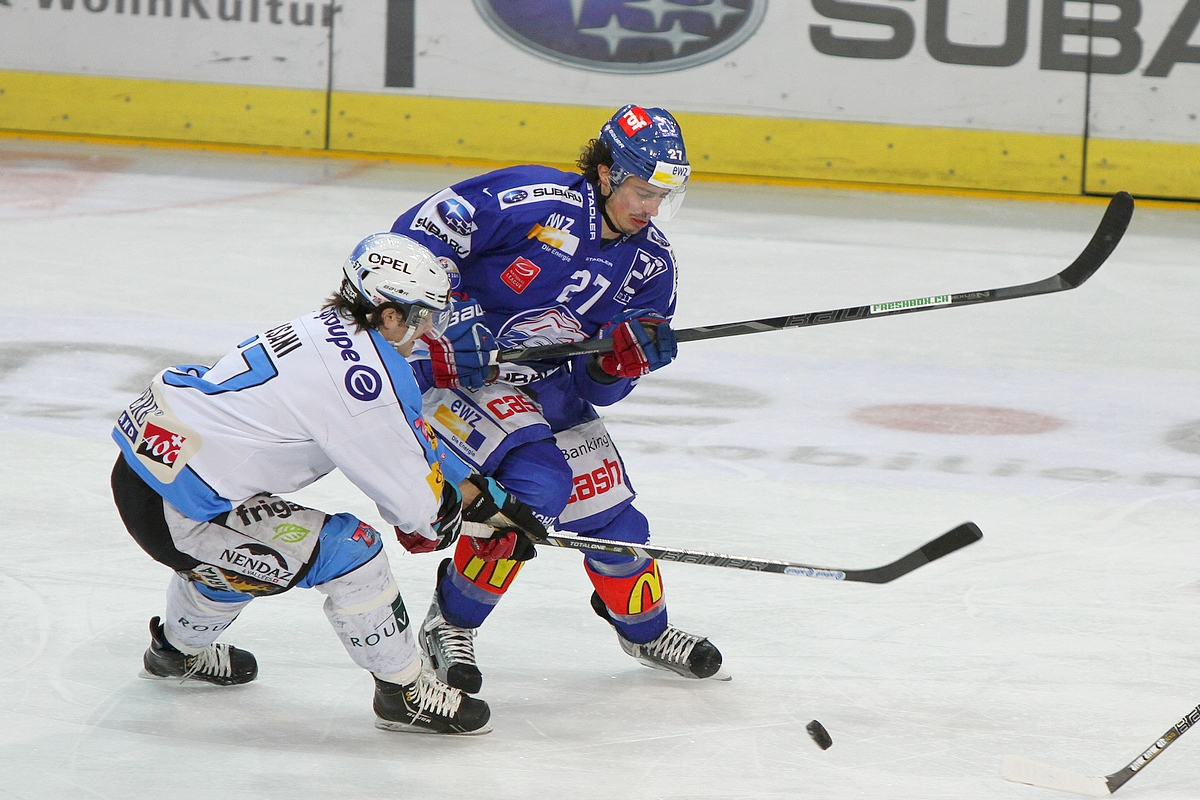
Wick (rechts) im Trikot der ZSC Lions (2013)

Roman Wick begann seine Karriere als Eishockeyspieler im Nachwuchs des EHC Kloten. Nach Einsätzen in der drittklassigen 1. Liga gab er im Verlauf der Saison 2002/03 sein Debüt für die Profimannschaft des Vereins in der Nationalliga A (NLA). Für die Flyers spielte er zunächst zwei Jahre lang in der NLA, bevor er im NHL Entry Draft 2004 in der fünften Runde als insgesamt 156. Spieler von den Ottawa Senators aus der National Hockey League (NHL) ausgewählt wurde. Zwischen 2004 und 2006 ging der Flügelspieler nach der Auswahl im CHL Import Draft in der kanadischen Juniorenliga Western Hockey League (WHL) für die Red Deer Rebels und Lethbridge Hurricanes aufs Eis. Vor der Saison 2006/07 kehrte das Talent in die Schweiz zu seinem Ex-Klub Kloten Flyers zurück, für den er bis einschliesslich Sommer 2010 spielte.
Im Juli 2010 wurde seine Vertragsunterschrift zur Saison 2010/11 bei den Ottawa Senators in der NHL verkündet. Wick erhielt in Ottawa einen Zweiwegevertrag für eine Spielzeit und dadurch die Berechtigung ins Farmteam zu den Binghamton Senators in die American Hockey League (AHL) beordert zu werden. Nach Absolvierung des Trainingslagers bei den Ottawa Senators wurde im September 2010 der Entschied gefällt, Wick als einer von 16 Spielern ins Farmteam nach Binghamton abzugeben. Ende Februar 2011 wurde Wick wieder in den Kader der Senators berufen und debütierte am 25. Februar 2011 in der NHL. Nach erneuter Abschiebung ins Farmteam gewann er in derselben Saison mit den Binghamton Senators die Meisterschaft der AHL in Form des Calder Cups.
Nach sieben Einsätzen in der NHL kehrte Wick zur Saison 2011/12 zurück zu seinem Stammverein, den Kloten Flyers. Er unterzeichnete dort einen Dreijahresvertrag. Ab dem Sommer 2012 spielte Roman Wick beim Kantonsrivalen ZSC Lions und gewann mit dem Klub in den Jahren 2014 und 2019 jeweils die Schweizer Meisterschaft. Im Anschluss kündigte er sein Karriereende zum Ende der Saison 2019/20 an, spielte dann aber doch weiter. Anfang August 2021 gab er sein definitives Karriereende bekannt.

### International
Für die Schweiz nahm Wick an der U18-Junioren-Weltmeisterschaft 2003 sowie der U20-Junioren-Weltmeisterschaft 2005 teil. Des Weiteren stand Wick im Aufgebot der Schweiz bei den Weltmeisterschaften 2008, 2009 und 2012. Wick nahm mit der Schweizer Nationalmannschaft auch an den Olympischen Winterspielen 2010 im kanadischen Vancouver sowie den Olympischen Winterspielen 2014 im russischen Sotschi teil. Er erreichte mit der Mannschaft dabei jeweils den achten Turnierrang. In fünf Spielen in Vancouver gelangen Wick fünf Scorerpunkte, während er in Sotschi leer ausging.

## Erfolge und Auszeichnungen
| - 2002 Schweizer Juniorenmeister mit dem EHC Kloten - 2002 Topscorer der Elite-Junioren-Hauptrunde - 2002 Bester Vorlagengeber der Elite-Junioren-Hauptrunde - 2003 Topscorer der Elite-Junioren-Hauptrunde - 2009 Schweizer Vizemeister mit den Kloten Flyers - 2009 NLA Media Swiss All-Star Team - 2011 Calder-Cup-Gewinn mit den Binghamton Senators - 2014 Schweizer Meister mit den ZSC Lions - 2014 Wertvollster Spieler der National League A | - 2014 Bester Stürmer der National League A - 2014 NLA Media All-Star Team - 2014 NLA Media Swiss All-Star Team - 2015 Schweizer Vizemeister mit den ZSC Lions - 2015 Topscorer der NLA-Playoffs - 2015 Bester Vorlagengebe der NLA-Playoffs - 2015 NLA Media Swiss All-Star Team - 2016 Schweizer Cupsieger mit den ZSC Lions - 2018 Schweizer Meister mit den ZSC Lions |

## Karrierestatistik

### International
Vertrat die Schweiz bei:
| - U18-Junioren-Weltmeisterschaft 2003 - U20-Junioren-Weltmeisterschaft 2005 - Weltmeisterschaft 2008 - Weltmeisterschaft 2009 | - Olympischen Winterspielen 2010 - Weltmeisterschaft 2012 - Olympischen Winterspielen 2014 |

(Legende zur Spielerstatistik: Sp oder GP = absolvierte Spiele; T oder G = erzielte Tore; V oder A = erzielte Assists; Pkt oder Pts = erzielte Scorerpunkte; SM oder PIM = erhaltene Strafminuten; +/− = Plus/Minus-Bilanz; PP = erzielte Überzahltore; SH = erzielte Unterzahltore; GW = erzielte Siegtore; 1 Play-downs/Relegation; Kursiv: Statistik nicht vollständig)